# Meya Bizer
Pas d'image ? Cliquez ici

a Compétitions nationales et continentales officielles uniquement.

b Matchs officiels uniquement.
Meya Bizer, née le 10 mai 1993, est une joueuse internationale américaine de rugby à XV évoluant aux postes d'arrière, de demi d'ouverture ou de centre.

## Biographie
Meya Bizer naît le 10 mai 1993. En 2022, elle joue pour le club de Beantown RFC à Boston. Elle est retenue en septembre 2022 pour disputer sous les couleurs des États-Unis la Coupe du monde en Nouvelle-Zélande.
Lors de la saison 2022-2023, elle joue pour le club anglais de Darlington Mowden Park (en).
En juin 2023, il est annoncé qu'elle rejoint le club des Ealing Trailfinders.